# Шохре Солаті
Шохре Солаті (4 січня 1959 року, Тегеран , Іран) — іранська співачка.

## Дискографія
- 1975 Doħtar e Masreği
- 1984 Salam
- 1988 Şeytunak
- 1989 Jan jan
- 1990 Miks
- 1991 Ham nafas
- 1992 Sedaye pa
- 1993 Gereftar
- 1994 Zan
- 1996 Ğese gu
- 1997 Şenidam
- 1998 Aksaşo pare kardam
- 1999 Saye
- 2000 5 Ħekayat
- 2001 Aťr
- 2002 Safar
- 2003 Pişuni
- 2005 Havas
- 2009 Aşeğam